# Savin Couelle
Savin Jacques Couelle (Aix-en-Provence, 25 febbraio 1929 – Olbia, 19 giugno 2020) è stato un architetto francese.

## Biografia
Nato a Aix-en Provence nel 1929, ultimo di 3 fratelli e figlio di Jacques Couelle noto architetto e di una madre figlia di medico militare.
Durante la seconda guerra mondiale con la sua madre e i suoi 2 fratelli si rifugiò nelle Alpi (Vercors).
Finita la guerra, nel 1945, la famiglia tornò a vivere a Parigi, e lui decise di fare quello che da quando era davvero piccolo era sempre stato il suo sogno, iscriversi alla scuola delle belle arti di Parigi, nella sezione architettura; purtroppo senza diploma non era possibile.
Tuttavia illustrò la sua passione al direttore generale delle belle arti che gli fornì le dispense necessarie per potersi preparare ad affrontare un esame orale, che lo avrebbe fatto entrare nelle facoltà anche senza il diploma; dunque nel 1946 grazie ad una deroga speciale è diventato ufficialmente studente in architettura.
In quel periodo, davvero energico ed appassionante, studiava a Parigi, in piena Saint Germain des Pres, facendo praticantato presso diversi studi di architettura e uno di questi  gli ha premesso di fare esperienza su delle costruzioni nel Sahara realizzate in beton cellular; materiale innovativo per l'epoca interessante per la leggerezza nel trasporto e le sue caratteristiche di isolamento.
Nel 1949 vinse un premio ad un concorso di architettura che gli permise di realizzare la sua prima casa come studente sull'Ile de Vaux sulla Senna e nel 1951 partecipò portando un autoritratto ad un concorso per giovani pittori realizzato dalla galleria Druant David di Parigi, vincendo il primo premio.
Proprio in questo periodo della sua vita ebbe l'occasione di incontrare George Wakhevitch conosciuto per i suoi decori alla Scala di Milano e all'Arena di Verona e membro dell'Institut de France; che gli propose di sostituire il suo assistente per le scenografie di un film, dunque andò a lavorare per lui in Spagna.
Rimase per diversi anni nell'ambiente del cinema durante i quali ristrutturò la casa dell'attore Serge Reggiani nella soffitta di un immobile del secolo XVII a Parigi nell'Ile Saint Louis e realizzò nel 1952 l'appartamento del poeta Jacques Prévert, a Citè Veron, sopra il tetto del Moulin Rouge; durante questo lavoro ebbe anche la fortuna di incontrare il suo vicino, lo scrittore Boris Vian.
Nel 1954 entrò a far parte della Bronston Production (USA), nella loro sede di Madrid, e partecipò alla realizzazione delle scenografie di diversi film tra i quali “King of Kings”, “55 days at Peking” e  “The fall of the Roman Empire”.
Durante un suo soggiorno a Venezia per la preparazione di un film, suo padre Jacques Couelle chiese il suo aiuto; era il 1963 e lui, insieme ad altri architetti era stato incaricato dal principe Karim Aga Khan di realizzare il nuovo sviluppo della Costa Smeralda ed in particolare lui aveva iniziato la realizzare del famoso Hotel Cala di Volpe.
Chiese dunque al figlio di prendere in mano il cantiere perché l'impresa che stava realizzando l'albergo non era in grado di avanzare senza indicazioni e lui non aveva il tempo di seguire questo cantiere: perciò Savin si trasferì in Sardegna, prese in mano il cantiere e lo seguì in tutti i suoi dettagli.
Questa occasione gli permise in tutta libertà di dare sfogo alla sua creatività e di esprimere il suo stile architettonico, corrispondente al paesaggio, e che piacque al principe Aga Khan perché corrispondeva alla sua concezione di rispetto per la natura e che quindi gli chiese di rimanere per partecipare allo sviluppo totale della Costa Smeralda.
Mise base in Sardegna e grazie a questo posizione ha potuto esercitare questa sua passione in Italia, in Sicilia, in Corsica, in Francia, In Svizzera, nei Caraibi, in Australia, a Santo Domingo e in Nuova Zelanda.
Il sito internet https://web.archive.org/web/20181230081717/http://www.couelle.com/ illustrerà la concezione istintiva e sculturale della sua architettura
| Controllo di autorità | VIAF (EN) 93825989 · ULAN (EN) 500078477 |